# 学校法人国際学園 (東京都)
学校法人国際学園（がっこうほうじんこくさいがくえん）は、東京都中野区江古田に本部を置く日本の文部科学省認可の学校法人。

## 沿革
- 昭和8年 - 元衆議院議員 故高木章により学園の基礎となる中野高等無線電信学校を創立（民間の無線通信士・無線技術士を養成機関として）
- 昭和16年 - 財団法人中野学園（理事長高木章）設立
- 昭和21年 - 国際短期大学の前身となる国際外国語学校を設立
- 昭和23年 - 財団法人中野学園を財団法人国際学園に改称
- 昭和25年 - 国際外国語学校を母体として国際短期大学を設立
- 昭和26年 - 財団法人国際学園を学校法人国際学園に改組
- 平成30年 - 学園創立85周年

## 設置校

### 現在設置している学校
- 国際短期大学